# Tony Kanaan
Antoine Rizkallah Kanaan Filho, kallad Tony Kanaan, född 31 december 1974, är en brasiliansk racerförare. 

## Racingkarriär
Efter att ha vunnit Indy Lights 1997 började Kanaan tävla i CART, där han vann U.S. 500 på Michigan International Speedway 1999. Hans bästa placering i CART kom säsongen 2001, då han slutade på nionde plats totalt. Kanaan började senare köra i IndyCar Series med Andretti Green Racing. Han vann mästerskapet 2004 och slutade totalt på andra plats 2005. Han blev även trea såväl 2007 som 2008. Han skrev det sistnämnda året på för ytterligare fem säsonger med Andretti Green Racing, vilket kommer att ta honom till elva säsonger i teamet när det går ut.
Han ledde IndyCar efter tre deltävlingar 2009, efter att ha varit fyra en gång och trea två gånger i säsongsinledningen. Han kraschade dock i Indianapolis 500, och även om han inte blev allvarligt skadad i kraschen så hämmade den honom i den kommande tävlingen. Kanaan kom att tappa formen helt efter sin smäll på Indy, och föll långt efter i mästerskapet. Till slut blev Kanaan sexa i mästerskapet, men han hade inte ens varit nära att på allvar kunna utmana om segrar. 

## IndyCar

### Segrar
| Nr | Bana        | År   |
| -- | ----------- | ---- |
| 1  | Phoenix     | 2003 |
| 2  | Phoenix     | 2004 |
| 3  | Texas       | 2004 |
| 4  | Nashville   | 2004 |
| 5  | Kansas      | 2005 |
| 6  | Sears Point | 2005 |
| 7  | Milwaukee   | 2006 |
| 8  | Motegi      | 2007 |
| 9  | Milwaukee   | 2007 |
| 10 | Michigan    | 2007 |
| 11 | Kentucky    | 2007 |
| 12 | Detroit     | 2007 |
| 13 | Richmond    | 2008 |

### Andraplatser
| Nr | Bana             | År   |
| -- | ---------------- | ---- |
| 1  | Texas            | 2003 |
| 2  | Pikes Peak       | 2003 |
| 3  | Gateway          | 2003 |
| 4  | Motegi           | 2004 |
| 5  | Indianapolis 500 | 2004 |
| 6  | Michigan         | 2004 |
| 7  | Nazareth         | 2004 |
| 8  | Fontana          | 2004 |
| 9  | Texas            | 2004 |
| 10 | Saint Petersburg | 2005 |
| 11 | Watkins Glen     | 2005 |
| 12 | Fontana          | 2005 |
| 13 | Texas            | 2007 |
| 14 | Kansas           | 2008 |

### Tredjeplatser
| Nr | Bana             | År   |
| -- | ---------------- | ---- |
| 1  | Indianapolis 500 | 2003 |
| 2  | Fontana          | 2003 |
| 3  | Kansas           | 2004 |
| 4  | Chicagoland      | 2004 |
| 5  | Homestead        | 2005 |
| 6  | Phoenix          | 2005 |
| 7  | Texas            | 2005 |
| 8  | Pikes Peak       | 2005 |
| 9  | Saint Petersburg | 2006 |
| 10 | Motegi           | 2006 |
| 11 | Saint Petersburg | 2007 |
| 12 | Saint Petersburg | 2008 |
| 13 | Milwaukee        | 2008 |
| 14 | Watkins Glen     | 2008 |
| 15 | Sears Point      | 2008 |
| 16 | Detroit          | 2008 |
| 17 | Long Beach       | 2009 |
| 18 | Kansas           | 2009 |
| 19 | Kentucky         | 2009 |

### Pole positioner
| Nr | Bana             | År   |
| -- | ---------------- | ---- |
| 1  | Homestead        | 2003 |
| 2  | Phoenix          | 2003 |
| 3  | Pikes Peak       | 2004 |
| 4  | Michigan         | 2004 |
| 5  | Pikes Peak       | 2004 |
| 6  | Indianapolis 500 | 2005 |
| 7  | Kansas           | 2007 |
| 8  | Kentucky         | 2007 |
| 9  | Saint Petersburg | 2008 |
| 10 | Richmond         | 2008 |

### Snabbaste varv
| Nr | Bana             | År   |
| -- | ---------------- | ---- |
| 1  | Homestead        | 2003 |
| 2  | Indianapolis 500 | 2003 |
| 3  | Pikes Peak       | 2003 |
| 4  | Kansas           | 2003 |
| 5  | Texas            | 2003 |
| 6  | Indianapolis 500 | 2005 |
| 7  | Sears Point      | 2005 |
| 8  | Saint Petersburg | 2006 |
| 9  | Sears Point      | 2006 |
| 10 | Indianapolis 500 | 2007 |
| 11 | Sears Point      | 2007 |
| 12 | Saint Petersburg | 2008 |
| 13 | Richmond         | 2008 |
| 14 | Nashville        | 2008 |

## Champ Car

### Segrar
| Nr | Bana     | År   |
| -- | -------- | ---- |
| 1  | Michigan | 1999 |

### Tredjeplatser
| Nr | Bana        | År   |
| -- | ----------- | ---- |
| 1  | Laguna Seca | 1998 |
| 2  | Houston     | 1998 |
| 3  | Motegi      | 2001 |
| 4  | Vancouver   | 2002 |
| 5  | Montréal    | 2002 |

### Pole positioner
| Nr | Bana       | År   |
| -- | ---------- | ---- |
| 1  | Long Beach | 1999 |
| 2  | Chicago    | 2001 |
| 3  | Miami      | 2002 |
| 4  | Fontana    | 2002 |

### Snabbaste varv
| Nr | Bana        | År   |
| -- | ----------- | ---- |
| 1  | Laguna Seca | 1998 |
| 2  | Laguna Seca | 1999 |
| 3  | Nazareth    | 2001 |
| 4  | Lausitzring | 2001 |
| 5  | Motegi      | 2002 |